# Lepidodexia chaetosa
Lepidodexia chaetosa är en tvåvingeart som först beskrevs av Townsend 1931.  Lepidodexia chaetosa ingår i släktet Lepidodexia och familjen köttflugor. Inga underarter finns listade i Catalogue of Life.